# Exodus (musikgrupp)
Exodus är ett thrash metal-band från USA, bildat 1980 i San Francisco. 
En av originalmedlemmarna var Kirk Hammett, som senare blev medlem i Metallica. Exodus släppte sitt debutalbum Bonded by Blood 1985. I oktober 2014 släpptes deras tionde album Blood in, Blood out.

## Medlemmar
Nuvarande medlemmar
- Tom Hunting – trummor (1979–1989, 1997–1998, 2001–2005, 2007–), sång (1979–1980)
- Gary Holt – gitarr (1979–1993, 1997–1998, 2001–)
- Steve Souza – sång (1986–1993, 2002–2003, 2003–2004, 2014–)
- Jack Gibson – basgitarr (1997–1998, 2001–)
- Lee Altus – gitarr (2005–)

Tidigare medlemmar
- Carlton Melson – basgitarr (1979–1981)
- Tim Agnello – gitarr (1979–1981)
- Kirk Hammett – gitarr (1979–1983)
- Jeff Andrews – basgitarr (1980–1983)
- Keith Stewart – sång (1980–1981)
- Paul Baloff – sång (1981–1986, 1993, 1997–1998, 2001–2002; död 2002)
- Rob McKillop – basgitarr (1983–1991)
- Mike Maung – gitarr (1983)
- Evan McCaskey – gitarr (1983; död 1989)
- Rick Hunolt – gitarr (1983–1993, 1997–1998, 2001–2005)
- John Tempesta – trummor (1990–1993)
- Michael Butler – basgitarr (1992–1993)
- Paul Bostaph – trummor (2005–2007)
- Rob Dukes – sång (2005–2014)

Turnerande medlemmar
- Perry Strickland – trummor (1989)
- Gannon Hall – trummor (1993)
- Chris Kontos – trummor (1993)
- Steev Esquivel – sång (2004)
- Matt Harvey – sång (2004)
- Chuck Billy – sång (2004)
- Nicholas Barker – sång (2009)
- Rick Hunolt – gitarr (2012–2013)
- Kragen Lum – gitarr (2013, 2015–)
- Rob Dukes – sång (2017)

## Diskografi
Studioalbum
- 1985 – Bonded by Blood
- 1987 – Pleasures of the Flesh
- 1989 – Fabulous Disaster
- 1990 – Impact Is Imminent
- 1992 – Force of Habit
- 2004 – Tempo of the Damned
- 2005 – Shovel Headed Kill Machine
- 2007 – The Atrocity Exhibition... Exhibit A
- 2010 – Exhibit B: The Human Condition
- 2014 – Blood In, Blood Out
- 2021 – Persona Non Grata

Livealbum
- 1991 – Good Friendly Violent Fun
- 1997 – Another Lesson in Violence
- 2005 – Live at the DNA 2004

Samlingsalbum
- 1992 – Lessons in Violence
- 2008 – Let There Be Blood
- 2016 – Original Album Collection (4CD box)